# Antoon van Leest
Antonius Maria (Antoon) van Leest (Loon op Zand, 25 mei 1897 – Waalre, 10 februari 1970) was een Nederlands dirigent en componist.

## Biografie

### Familie
Antoon is de zoon van Johannes Petrus van Leest (1872 - 1956) en Wilhelmina Catharina Vera (1872 - 1946). Hij had acht broers en zussen. 

### Loopbaan
Hij studeerde blaasinstrumenten, contrapunt en piano aan het Brabants Conservatorium in Tilburg. Na hierin succesvol examen te hebben gedaan, volgde hij in Utrecht ook lessen in harmonieleer, orgel en viool.
Als solist won hij eerste prijzen in Boxtel, Bergen op Zoom en Valkenswaard. Daarnaast werkte hij in Nederland en België als instructeur en dirigent. In 1917 werd hij lid van de Philips Harmonie in Eindhoven, maar hij was eveneens dirigent van verschillende andere harmonie- en fanfareorkesten in de regio, zoals de Koninklijke Harmonie "Sophia's Vereeniging".
Van Leest was vooral liefhebber van 'ernstige muziek' en kon musici als Stefan Askenase en Arthur Rubinstein tot zijn vrienden rekenen. Hij produceerde circa 400 werken voor harmonie- of fanfareorkesten. Deze gaf hij uit onder pseudoniemen als 'Paul Arioste', 'Giull', 'Carpelle', 'Jules Curtois', 'Maurice Mécène' en 'André Splendeur'.
In de jaren 1930 opende Van Leest op het Wilhelminaplein in Eindhoven een winkel met muziekinstrumenten en bladmuziek, maar later ook met grammofoonplaten. Deze winkel was de eerste van de latere keten van muziekzaken 'Van Leest' die tot 2013 bestond.

## Composities (selectie)
- Anny, mars
- Avondschemering
- Berna ut Lucerna, op. 46
- Briand, mars
- Cecilia mars, op. 41
- Churchill, mars, op. 142
- Cuykse Festival Mars
- De Feest-Mars
- Drapeau d’Eindhoven, mars
- Emma, mars, op. 53
- Entrée Joyeuse
- Feestklanken
- Feestvreugde
- Generaal Eisenhouwer, mars, op. 163
- Grand fantaisie sur des thèmes de l'opèra "Les Huguenots" de Giacomo Meyerbeer
- Herinnering aan Napels
- Herautenfanfare
- Herrijzend Nederland, mars, op. 175
- Hollandia, mars
- Huldigings-Mars
- Jubelmarsch, op. 156
- Jubelouverture
- Juliana, mars
- L'Entrée Joyeuse
- Levensvreugde, mars, op. 132
- Neerlands Roem
- Oranje boven, mars, op. 109
- Prins Bernhard, mars, op. 51
- Prinses Beatrix, mars, op. 57
- Prinses Irene Marsch, op. 93
- Prinses Margriet Marsch
- Prinses Maria (Marijke)
- Radar
- Roosevelt, mars, op. 186
- Serenade mars
- Vredes-Marsch
- Vrijheids-Marsch
- Welkom, mars, op. 82
- Wilhelmina, mars, op. 39